# 율리야 헤라시모바
율리야 아나톨레브나 헤라시모바(우크라이나어: Юлия Анатольевна Герасимова, 1989년 9월 15일~ )는 우크라이나의 배구 선수이다.

## 생애
그녀는 1989년 9월 15일 우크라이나 오데사에서 태어났다. 선수 시절 "VK 키믹", "오비타 자포리지아", "TED 앙카라 콜레일러", "카라욜라르 스포르 쿨뤼뷔" 소속팀에서 활동했다. 현재는 SC 프로메테이에서 활동하고 있다.
그녀는 우크라이나 대표팀의 일원으로 2017 여자 배구 유로리그에서 우승했다. 유럽 선수권 대회에 3회(2017년,2019년,2021년) 출전했다.

## 소속 목록
- 우크라이나 VK 키믹(2006-2015)
- 우크라이나 오비타 자포리지아(2015-2016)
- 튀르키예 TED 앙카라 콜레일러(2016-2018)
- 튀르키예 카라욜라르 스포르 쿨뤼뷔(2018-2021)
- 우크라이나 SC 프로메테이(2021-2022)
- 폴란드 롤레스키 그루파 아조티 ANS 타르누프(2022–2023)
- 루마니아 CS 레퍼드 부쿠레슈티(2023- )[1]

## 수상 목록

### 단체 수상

#### 국가대표팀
- 2017 여자 배구 유로리그 우승

#### 개인 클럽
- 우크라이나 5회 우승(2011년,2012년,2013년,2014년,2015년)
- 우크라이나 선수권 대회 은메달리스트(2016년)
- 컵 오브 우크라이나 2회 우승(2014년,2015년)
- 우크라이나컵 은메달 2회(2011년,2012년)

## 여담
2022년 1월 18일, 우크라이나의 SC 프로메테이와 폴란드의 디벨로프 레스 레조프와의 UEFA 챔피언스리그 4라운드 경기를 치르고 휴식시간 중 벤치에서 파트너들을 응원하기 위해 춤을 췄으며, 영상 조회수가 1억뷰 이상을 기록하며 틱톡에서 인기를 얻었다.
1. ↑  “Reprezentantka Ukrainy zawodniczką Roleski Grupy Azoty ANS”. 《TARNÓW - Polski Biegun Ciepła》 (폴란드어). 2022년 8월 18일에 확인함.